# القرية السفلى (حبير)

تعديل مصدري - تعديل

القرية السفلى محلة تابعة لقرية حدقات، التابعة لعزلة حبير بمديرية ذي السفال إحدى مديريات محافظة إب في الجمهورية اليمنية، بلغ تعداد سكانها 245 حسب تعداد اليمن لعام 2004.